# Stora Harrie
Stora Harrie är kyrkbyn i Stora Harrie socken och en småort i Kävlinge kommun i Skåne län belägen strax öster om Kävlinge. 
I orten ligger Stora Harrie kyrka.

## Idrott
Stora Harrie har en egen idrottsförening, Stora Harrie IF, med huvudsakligen fotboll. Den tidigare allsvenske spelaren Issa Magnlind spelade i A-laget under säsongen 2004. Samma år spelade även Guillermo Molins, som sedan gick till Malmö FF.

## Personer från orten
Författaren och journalisten Ivar Harrie föddes på Åboda gård nära Stora Harrie.